# Wonderful World (serie de televisión)
Wonderful World (en hangul, 원더풀 월드; romanización revisada, Wondeopul woldeu) es una serie de televisión surcoreana codirigida por Lee Seung-young y Jung Sang-hee, y protagonizada por  Kim Nam-joo, Cha Eun-woo, Kim Kang-woo e Im Se-mi. El estreno de la serie tuvo lugar durante 2024, con emisión en el canal MBC del 1 de marzo al 13 de abril, en horario de viernes y sábados a las 21:50 (hora local coreana). Fue lanzada simultáneamente en la plataforma Disney+ en regiones seleccionadas de Asia, y en Estados Unidos se encuentra disponible desde el 24 de abril de 2024 a través de Hulu. En Latinoamérica, su estreno estaba prevista en marzo del 2024 en su plataforma Star+, pero tras el anuncio de la fusión con su plataforma hermana Disney+ en la región, se pospuso hasta el 26 de febrero de 2025 en Disney+ bajo su sección Star.

## Sinopsis
Un drama de misterio en el que Eun Soo-hyun (Kim Nam-joo), una madre impulsada por una búsqueda de venganza personal por el asesinato de su hijo, desvela secretos complicados detrás de esta tragedia. A lo largo de su camino, Eun se encuentra con Kwon Seon-yul (Cha Eun-woo), un personaje misterioso que guarda cicatrices similares de pérdida familiar.

## Reparto

### Principal
- Kim Nam-joo como Eun Soo-hyun, profesora de psicología y escritora que conoce la fama y el éxito, pero que tras la muerte de su hijo y la impunidad del perpetrador vive una vida miserable .[6][7][8]
- Cha Eun-woo como Kwon Seon-yul, un hombre misterioso que creció en una familia adinerada, pero que abandonó la escuela de medicina y vive una vida difícil después de perder a sus padres debido a una serie de incidentes.[9][10][11]
- Kim Kang-woo como Kang Soo-ho, el marido de Soo-hyun, que es un presentador de éxito  que ama a su esposa, pero que cae en un vórtice incontrolable por una elección equivocada.[12][13][14]
- Im Se-mi como Han Yoo-ri, la directora de una tienda, Chungdam Select Shop y exgerente de Soo-hyun, que es como una verdadera hermana para ella.[15][16]

### Secundario

#### Entorno de Soo-hyun
- Won Mi-kyung como Oh Go-eun, la madre de Soo-hyun, propietaria de un restaurante.[8]
- Kang Ae-shim como Jang Hyung-ja, la compañera de prisión de Soo-hyun, una presa que cumple una sentencia de veinte años.[8]
- Lee Joon como Kang Geon-woo, hijo de Soo-hyun y Soo-ho.[17]

#### Entorno de Kwon Seon-yul
- Yang Hye-ji como Hong Soo-jin, amiga de Seon-yul, que tiene una personalidad honesta y tranquila.[18]
- Kim Woo-hyun como Park Yong-koo, amigo y colega de Seon-yul.[19]

#### Entorno de Soo-ho
- Jin Geon-woo como Kang Tae-ho, el hermano menor de Soo-ho, que es médico residente de neurocirugía.[20]
- Gil Hae-yeon como Jung Myung-hee, la madre de Soo-ho.[19][21]
- Song Ji-roo como Han Sang, exdetective y propietario de una joyería.[22]

#### Otros
- Park Hyuk-kwon como Kim Joon, exalcalde de Seúl y actual dirigente del Partido Unión Coreana.[21]
- Cha Soo-yeon como Yoon Hye-geum, vecina de Soo-hyun y directora de Gold Gallery; vive con su hijo, que sufre de epilepsia.[23]
- Jin Jae-hee como Yoon Hee-jae, el hijo de Hye-geum.
- Oh Man-seok como Kwon Ji-woong, director de una empresa constructora.[21][24]
- Im Ji-seop como Kwon Min-hyuk, una persona que vive una vida dura y hace cualquier cosa por dinero.[25]
- Jeon Hyun-ah como Kim Si-ra, profesora del departamento de psicología.[26]
- Kang Myung-joo como Kim Eun-min.[21]
- Kim Cheol-gi como Choi Joo-seok, miembro de la Asamblea Nacional.[27]

## Producción y promoción
La serie está producida por Samhwa Networks. Por lo que respecta a la difusión fuera de su país, en noviembre de 2023 la productora anunció que había firmado un contrato de licencia con Walt Disney Korea para los derechos de transmisión de la serie, válido hasta 2034 y por un monto que no fue especificado.
Con esta serie Kim Nam-joo regresa a la ficción televisiva cinco años después de su éxito en Misty. Lee Seung-young fue también director de Voice 2 (OCN, 2018) y de Tracer (MBC, 2022). Por su parte, la escritora Kim Ji-eun firmó también los guiones de las series Cheongdam-dong Scandal (SBS, 2014) y Lies of Lies (Channel A, 2020).
El 18 de enero de 2024 se publicaron imágenes de la lectura del guion por el reparto de actores. El 6 de febrero les siguieron dos carteles, uno con la pareja protagonista y otro de la familia de Soo-hyun; y el 24 del mismo mes salieron simultáneamente el cartel grupal y los carteles de personajes de los cuatro protagonistas.

## Recepción
Wonderful World alcanzó el primer lugar en la lista semanal de los dramas más comentados de Good Data Corporation ya durante su primera semana de emisión. También los protagonistas, Kim Nam-joo y Cha Eun-woo, destacaron en la lista de los actores de televisión más comentados. Kim Nam-joo ocupó el tercer lugar, mientras que Cha Eun-woo la siguió de cerca en la cuarta posición.

### Críticas
La serie fue elogiada por su desempeño en el competitivo horario de fin de semana. No solo logró unos resultados de audiencia de dos dígitos, sino que las actuaciones de Kim Nam-joo y Cha Eun-woo impresionaron a los espectadores.
Kim Nam-joo recibió grandes elogios por su actuación como Eun Soo-hyun, que fue destacada por su delicadeza y profundidad emocional. La crítica aplaudió su capacidad para mostrar una actuación madura, lo que aumentó la inmersión en la trama y reafirmó su reputación como «reina del drama». Asimismo, Cha Eun-woo fue elogiado por romper con su imagen habitual de «chico encantador» y ofrecer una actuación más ruda y compleja. Interpretó a Kwon Seon-yul mostrando un lado oscuro y realizando intensas escenas de acción. Su capacidad para alternar entre la venganza obsesiva y momentos vulnerables fue aclamada, y su actuación con la mirada en los episodios 9 y 10 generó una explosiva respuesta de los televidentes.
Hidzir Junaini, de NME, elogió la interpretación de Kim Nam-joo como Soo-hyun, describiéndola como «poderosa». Además, el crítico de cine Jeong Deok-hyeon, uno de los jueces de los premios Baeksang, destacó la capacidad de Cha Eun-woo para mostrar una amplia gama de expresiones, desde la perspectiva de víctima hasta la de perpetrador, manteniendo al mismo tiempo empatía como otro tipo de víctima, una emoción compleja de transmitir, pero que logra plasmar eficazmente en su interpretación de Kwon Seon-yul.
Jeong Deok-hyeon también destaca en otra crítica que Wonderful World no es un simple drama en el que el bien derrota al mal y ofrece una sensación satisfactoria de justicia, sino que pone de relieve el sistema absurdo que convierte a las víctimas en perpetradores, y que subraya los poderes corruptos y el sistema judicial que permiten que los criminales eviten el castigo.
En cuanto a su reconocimiento en listas, MovieWeb posicionó a Wonderful World en el primer lugar de las mejores series surcoreanas de 2024. Elle Japan lo eligió como el cuarto mejor drama coreano de suspenso de 2024, mientras que Rolling Stone India y Screen Rant lo ubicaron en el quinto puesto de las mejores series surcoreanas de 2024. Por su parte, GQ India lo destacó entre los mejores thrillers coreanos de 2024, y la revista Time le otorgó una mención honorífica en su lista de las mejores K-dramas de 2024.
Por otro lado, la serie recibió críticas de los espectadores por la inclusión de publicidad en algunas escenas, no solo visual sino incluso a través de frases pronunciadas por los personajes. Este hecho se hizo especialmente evidente en el episodio 8, donde aparece publicidad de dos restaurantes y el guion incluye comentarios sobre la comida que ofrecen, comentarios que nada tienen que ver con el desarrollo de la trama.

### Audiencia
La serie comenzó con datos de audiencia positivos: 5,3 % y 6,1 % en los dos primeros episodios en la medición nacional. Después siguió una línea ascendente hasta tocar el 9,9 % en el capítulo 5, para volver a bajar ligeramente en los sucesivos al 7,3 % y recuperarse desde el 9. El penúltimo episodio casi duplicó su audiencia, alcanzando el 11,4 % a nivel nacional. Según los últimos datos de Nielsen Korea, registró un aumento de casi cinco puntos porcentuales en comparación con su episodio anterior emitido el sábado, consolidándose como el programa más visto del viernes. 
| Temporada | Temporada | Episodio número | Episodio número | Episodio número | Episodio número | Episodio número | Episodio número | Episodio número | Episodio número | Episodio número | Episodio número | Episodio número | Episodio número | Episodio número | Episodio número | Promedio |
| Temporada | Temporada | 1               | 2               | 3               | 4               | 5               | 6               | 7               | 8               | 9               | 10              | 11              | 12              | 13              | 14              | Promedio |
| --------- | --------- | --------------- | --------------- | --------------- | --------------- | --------------- | --------------- | --------------- | --------------- | --------------- | --------------- | --------------- | --------------- | --------------- | --------------- | -------- |
|           | 1         | 0.934           | 1.116           | 1.448           | 1.225           | 1.619           | 1.310           | 1.446           | 1.070           | 1.811           | 1.456           | 1.919           | 1.176           | 1.904           | 1.585           | 1.430    |

| Episodio | Fecha de emisión    | Índices de audiencia | Índices de audiencia |
| Episodio | Fecha de emisión    | Nielsen Korea        | Nielsen Korea        |
| Episodio | Fecha de emisión    | Nacional             | Seúl                 |
| --- | ------------------- | -------------------- | -------------------- |
| 1 | 1 de marzo de 2024  | 5,3 % (11.ª)         | 5,4 % (9.ª)          |
| 2 | 2 de marzo de 2024  | 6,1 % (5.ª)          | 6,1 % (4.ª)          |
| 3 | 8 de marzo de 2024  | 8,0 % (3.ª)          | 8,0 % (4.ª)          |
| 4 | 9 de marzo de 2024  | 6,4 % (5.ª)          | 6,2 % (4.ª)          |
| 5 | 15 de marzo de 2024 | 9,9 % (2.ª)          | 10,2 % (1.ª)         |
| 6 | 16 de marzo de 2024 | 7,3 % (3.ª)          | 7,0 % (3.ª)          |
| 7 | 22 de marzo de 2024 | 7,3 % (3.ª)          | 7,0 % (3.ª)          |
| 8 | 23 de marzo de 2024 | 6,3 % (4.ª)          | 6,1 % (3.ª)          |
| 9 | 29 de marzo de 2024 | 11,4 % (1.ª)         | 11,7 % (1.ª)         |
| 10 | 30 de marzo de 2024 | 9,2 % (2.ª)          | 9,7 % (2.ª)          |
| 11 | 2 de abril de 2024  | 11,4 % (1.ª)         | 112 % (1.ª),         |
| 12 | 3 de abril de 2024  | 6,8 % (2.ª)          | 6,3 % (2.ª)          |
| 13 | 9 de abril de 2024  | 11,4 % (1.ª)         | 11,6 % (1.ª)         |
| 14 | 10 de abril de 2024 | 9,2 % (2.ª)          | 8,7 % (2.ª)          |
| Promedio | Promedio            | 8,4 %                | 8,3 %                |
| - En la tabla superior, los números azules representan las calificaciones más bajas y los números rojos representan las más altas. |                     |                      |                      |

## Premios y nominaciones
| Año  | Premio                            | Categoría                                       | Nominado        | Resultado | Ref.   |
| ---- | --------------------------------- | ----------------------------------------------- | --------------- | --------- | ------ |
| 2024 | Premios Blue Dragon               | Mejor actor (Half Year)                         | Cha Eun-woo     | Ganador   | [ 46 ] |
| 2024 | Premios Brand Customer Loyalty    | Actor Hot Trend                                 | Cha Eun-woo     | Ganador   | [ 47 ] |
| 2024 | Premios MBC Drama                 | Gran Premio (Daesang)                           | Kim Nam-joo     | Nominada  | [ 48 ] |
| 2024 | Premios MBC Drama                 | Serie del año                                   | Wonderful World | Nominado  | [ 49 ] |
| 2024 | Premios MBC Drama                 | Premio a la gran excelencia, actor en miniserie | Cha Eun-woo     | Nominado  | [ 50 ] |
| 2024 | Premios MBC Drama                 | Mejor actriz                                    | Kim Nam-joo     | Ganador   | [ 51 ] |
| 2024 | Premios MBC Drama                 | Premio a la excelencia, actor en miniserie      | Kim Kang-woo    | Nominado  | [ 50 ] |
| 2024 | Premios MBC Drama                 | Premio a la excelencia, actriz en miniserie     | Im Se-mi        | Nominada  | [ 50 ] |
| 2024 | Premios Seoul International Drama | Actor sobresaliente                             | Cha Eun-woo     | Nominado  | [ 52 ] |